# Эвальд, Йоханнес
Йоханнес Эвальд (дат. Johannes Ewald; 18 ноября 1743[…], Копенгаген — 17 марта 1781[…], Копенгаген) — датский писатель, поэт-классик и драматург, предшественник Эленшлегера и Грундтвига.

## Биография
Йоханнес Эвальд родился 18 ноября 1743 года в Копенгагене.
Ещё мальчиком, лет 12—13, начитавшись «Робинзона Крузо», он совершил неудачный побег из учебного заведения, рассчитывая попасть на корабль, отправлявшийся в Индию, и потерпеть крушение у какого-нибудь необитаемого острова. В возрасте 15 лет безумно влюбился в девушку, оставшуюся на всю жизнь его идеальной любовью, и снова бежал из дому — в Германию, чтобы поступить там на военную службу с целью приобрести славу и самостоятельное положение, которое бы позволило ему выступить претендентом на руку возлюбленной. Бегство на этот раз удалось и он полтора года вёл полную лишений и непосильных для него трудов походную жизнь, вылечившую его от грёз о военной славе. Ни жестокие физические страдания от схваченного за это время ревматизма, ни сердечные терзания, вызванные браком любимой девушки с другим, не смогли погасить в Йоханнесе Эвальде пламени духа, находившего исход в прекрасных поэтических творениях. 
В самых ранних своих произведениях И. Эвальд несвободен от влияния Фридриха Готлиба Клопштока, «Мессиадой» которого увлекался. После того, однако, как Эвальд познакомился с Уильямом Шекспиром, в нём произошел полный переворот; он взялся за переработку своего юношеского произведения «Адам и Ева» (1769), и поэма эта разом завоевала автору место в ряду лучших датских поэтов.

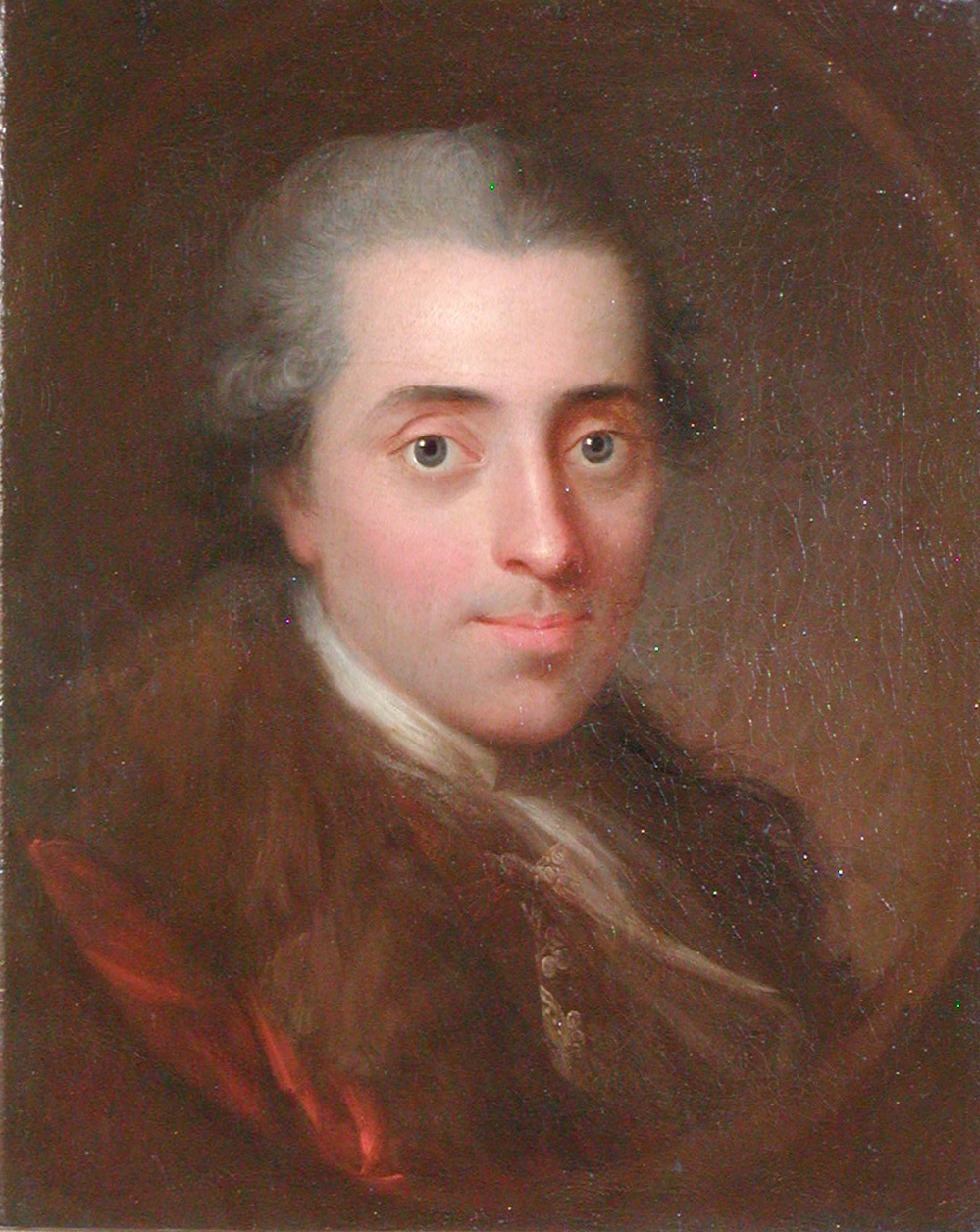
Йоханнес Эвальд

Первой попыткой Эвальда в области стихотворной драмы с сюжетом из родных преданий явился «Рольф Краге», носивший следы влияния Шекспира и Оссиана, но в то же время дышащий такой свежестью и силой оригинального дарования, что вокруг Эвальда сгруппировался целый кружок друзей и почитателей, издавших его произведение (1770) и затем ставших как бы на страже гения Эвальда, поддерживая в нем энергию и желание работать. Жизнь, с юности богатая волнениями и страстями, страданиями и заблуждениями, отчаянием и раскаянием, в соединении с богатой фантазией и крупным поэтическим дарованием способствовала выработке из Эвальда крупнейшего лирика скандинавской литературы.
Наибольшую славу поэту принесла драма «Смерть Бальдура». Драма «Рыбаки» как драматическое произведение слаба, но лирические места в ней полны неувядаемой силы и красоты; в этом отношении, по словам П. Г. Ганзен Эвальд «до сих пор не превзойден ни одним поэтом Севера».
Одно из стихотворений Эвальда в «Рыбаках» — «Kong Christian stod ved højen mast» («Король Кристиан стоял у высокой мачты») стало датским королевским гимном.
Эвальд мастерски владел прозой; его «Воспоминания» дышат таким глубоким чувством, что стяжали Эвальду огромное количество друзей и почитателей.
Умер 17 марта 1781 года в родном городе.